# Światowa Rozkosz
Światowa Rozkosz z Ochmistrzem swoim i ze dwunastą swych służebnych panien – tom poetycki Hieronima Morsztyna wydany w Krakowie w 1606.
Cykl wierszy przedstawia urodę i wartość życia, prezentuje sposoby zażywania przyjemności. Śmierć traktowana jest przez poetę jako naturalny element życia. Utwory zawierają wiele ówczesnych realiów i opisów obyczajowości.